# Madame X Tour
Madame X Tour è stato l'undicesimo tour di concerti della cantautrice statunitense Madonna, a supporto del suo quattordicesimo album in studio Madame X (2019).
Cominciato a New York il 17 settembre 2019, un numero circoscritto di località degli Stati Uniti (Chicago, Los Angeles, Las Vegas, Filadelfia, San Francisco e Miami); a inizio 2020 è giunto in Europa con tappe al Coliseum di Lisbona, al Palladium di Londra e al Grand Rex di Parigi.

## Antefatti
Madonna espresse il desiderio di fare un tour più intimo rispetto a quelli intrapresi negli anni precedenti già da settembre del 2017, in un'intervista a BBC News per promuovere il live album Rebel Heart Tour.
L'artista colse l'occasione di fare ciò nel 2019 per la promozione dell'album Madame X, annunciando un tour nei teatri il 14 aprile dello stesso anno. Le prime date nordamericane ed europee vennero svelate lo stesso mese con anche delle aggiunte vista la grande richiesta, mentre le restanti il 20 maggio dello stesso anno.
Il 20 giugno la cantante pubblicò su Instagram un video delle prove del tour, mostrante l'esibizione di Human Nature.
Un mese dopo, la cantante sorprese i fan pubblicando un altro video delle prove, durante l'esibizione di Rescue Me, canzone contenuta nella The Immaculate Collection del 1990, eseguita con il coro della Batukadeiras, da qui il nome della canzone Batuka.
Poco prima dell'inizio del tour Madonna ha annunciato che durante gli spettacoli sarà vietato l'uso dei cellulari, in modo che il pubblico si possa concentrare sull'arte e l'intimità di essi. Ciò ha ricevuto pareri contrastanti dai fan online.

## Scaletta
La scaletta è riferita alla prima data tenutasi a New York. Non tutte le date hanno le stesse esibizioni.
I atto
The World of Madame X (intro)
1. God Control
2. Dark Ballet (contiene elementi di God Control)
3. Human Nature
4. Express Yourself (acapella) / Papa Don't Preach (intro)

II atto
Madame X Manifesto (video interludio, contiene elementi di Killers Who Are Partying)
1. Vogue
2. I Don't Search I Find
3. Papa Don't Preach
4. American Life

The Coffin' (video interludio)
III atto
1. Batuka
2. Fado Pechincha (feat. Gaspar Varela)
3. Killers Who Are Partying
4. Crazy
5. Welcome To My Fado Club (contiene elementi di Medellín e La Isla Bonita)
6. Sodade
7. Medellín
8. Extreme Occident

IV atto
Breathwork (interludio ballato, contiene elementi di Rescue Me)
1. Frozen
2. Come Alive
3. Future

V atto
1. Crave (Tracy Young Remix)
2. Like a Prayer

VI atto - Encore
1. I Rise

Note
- Non sempre nel tour statunitense è stata eseguita Sodade; invece, nelle date portoghesi del tour, è stata eseguita in duetto con il cantante Dino d'Santiago.
- Papa Don't Preach è stata rimossa dalla scaletta delle date portoghesi del tour.
- Crave è stata rimossa dalla scaletta di alcune date portoghesi.
- Nella data di Lisbona del 23 Gennaio 2020 è stato eseguito un breve estratto a cappella di Like a Virgin.
- Nella data di Los Angeles del 25 novembre 2019 Swae Lee raggiunse Madonna sul palco per eseguire Crave.
- In alcune date la cantante ha eseguito una versione acappella di Fever.
- Nelle date di Lisbona del 12 e 14 gennaio 2020 Madonna ha cantato acappella il successo di Elvis Presley Can't Help Falling in Love.
- In alcune date britanniche Madonna ha cantato The Sound of Silence di Simon & Garfunkel.
- Nelle date francesi Madonna ha cantato La Vie en rose di Édith Piaf.
- Durante ogni data, dopo essersi esibita in I Don't Search I Find, Madonna ha venduto al miglior offerente tra i presenti in sala una sua fotografia scattata con una Polaroid. Le cifre pagate dai fan si aggiravano tra i $3000 e i €6000.
- Dopo aver cantato Medellin Madonna scendeva tutte le sere dal palco per accomodarsi di fianco ad un fan e parlare con lui. Durante alcune date sono stati ospiti anche grandi celebrità come Taylor Swift, Katy Perry, Jean Paul Gaultier o Francesco Scognamiglio, che l’ha vestita per questo tour per tutto il secondo tempo del concerto con un abito blu in chiffon tempestato di cristalli.
- Anche Rescue Me è stata provata in estate per essere eseguita dopo Batuka, ma poi è stata scartata e usata come interludio al posto di Falling Free, che doveva essere una esibizione di ballo tra il terzo e il quarto atto.

## Sinossi
Il tour è suddiviso in 5 atti più un Encore: Head of State/Prisoner, Spy/House of Love, Cabaret Singer/Fado Club, Nun/Dancer, Disco/Church e l’Encore Freedom Fighter

### Primo atto: Head of State/Prisoner
Ad anticipare il concerto si sono esibiti i musicisti che poi hanno accompagnato Madonna sul palco suonando tre brani portoghesi alternati a tre canzoni di Madonna: Secret, Don’t Tell Me e Like a Virgin.
Dopo di che, quando i musicisti erano già scesi dal palco, si sentiva una registrazione della voce di Madonna dire “Ladies and gentlemen, welcome to the World of Madame X” seguita dallo spegnimento delle luci del teatro. A quel punto, all’apertura del sipario, si poteva vedere una tenda da proiezioni raffigurante uno sfondo nero. Il ballerino Ahla Malik saliva sul palco e iniziava a interpretare con la danza e con la mimica il video alle sue spalle, raffigurante frasi digitate alla macchina da scrivere. L’intro si concludeva con dei colpi di pistola e la “morte” di Ahla Malik. Il video si trasformava nell’immagine della bandiera statunitense accompagnata dalle prime note di God Control. A un certo punto le luci dietro il telo si accendevano rivelando l’immagine di Madonna, in piedi, in abiti ispirati alla guerra di indipendenza americana, che intonava i primi versi della canzone. Poi la tenda si sollevava mostrando tutta la scenografia, composta da scale, che in base alle varie performance sul palco veniva assemblata in modo diverso.
Alla fine di God Control si spegnevano le luci, per riaccendersi dopo pochi secondi mostrando la scenografia di Dark Ballet, ispirata al video musicale e alla performance dell'Eurovision Song Contest. Al momento della canzone in cui viene citato Čajkovskij Madonna saliva su un pianoforte e cantava i versi seguenti della canzone stando sdraiata su di esso, per poi proseguire la coreografia stando in piedi sullo strumento.
Durante gli ultimi momenti dell’esibizione un ballerino prendeva in braccio Madonna per adagiarla all’interno di un cerchio situato in una scala della scenografia. Il cerchio, che prima era illuminato di rosso, si spegneva segnando l’inizio di Human Nature. Tutta la prima parte della canzone veniva eseguita all’interno di quel cerchio, finché Madonna non si metteva in una verticale all’interno dello stesso, uscendo dopo dalla scenografia e accomodandosi di fianco a uno dei suoi musicisti per suonare dei bonghi. Per il finale raggiungeva la soglia del palco insieme ad alcuni ballerini, ai musicisti e alle sue figlie intonando con il pubblico il verso “I’m not your bitch” per un po’ di volte mentre la saracinesca si riabbassava e concludendo con la frase “I’m not your bitch, don’t hang your shit on us”.
La cantante parlava per pochi secondi prima di cantare con la gente i primi versi acappella di Express Yourself. Dopo faceva parlare al microfono le sue due gemelline Stella ed Estere e infine faceva uscire di scena tutte le persone che erano con lei sul palco e rimaneva da sola.
L’interludio tra il primo e il secondo atto comprendeva due chiacchiere tra Madonna e il pubblico mentre la stessa stava seduta dietro a un paravento per il cambio costume e il filmato Welcome to the World of Madame X veniva proiettato sul paravento stesso. Il filmato era lo stesso che Madonna aveva pubblicato sui suoi social per annunciare l’uscita del nuovo album. Così terminava il primo atto.

### Secondo atto: Spy/House of Love
Al termine del video interludio, la frase “What are you looking at?” ha segnato l’inizio di una delle canzoni più iconiche di Madonna, Vogue. Il paravento è stato tolto e la saracinesca si è rialzata mostrando la nuova scenografia. Madonna indossava una giacca molto simile a quella usata per il Pride, e anche l’esibizione era molto simile. Per il finale Madonna si è seduta alla macchina da scrivere digitando i tasti seguendo il ritmo di Vogue, per poi concludere rimanendo da sola sul palco.
Con l’inizio di I Don't Search I Find hanno raggiunto sul palco due ballerini vestiti da investigatori degli anni ‘40. Anche gli sfondi proiettati sulla scenografia ricordavano quegli anni. Tutta la coreografia era un passo a tre fra Madonna e i suoi due ballerini, che perquisiscono la stessa con una Polaroid in mano. A metà canzone hanno portato la cantante a una scrivania per inscenare un interrogatorio. Questo momento è stato pubblicato da Madonna su Instagram come spoiler del DVD del concerto. L’esibizione si conclude con Madonna che intona gli ultimi versi della canzone stando in ginocchio sulla soglia del palco, mentre la saracinesca si abbassa.
A questo punto avviene il cosiddetto “Polaroid Time” cioè un momento in cui Madonna si scatta una foto con la Polaroid usata all’interno della coreografia, e dopo essersela passata su tutto il corpo, la vende al miglior offerente tra gli spettatori. Sono state pagate cifre che si aggirano attorno ai $2500, ma un fan a Lisbona, durante il concerto del 23 gennaio, ha pagato €6000 per avere la foto. La stessa Madonna, dopo questa offerta, ha chiesto stupita al fan che lavoro facesse, e lui ha risposto in italiano dicendo che fa l’infermiere. A quel punto lei ha chiesto agli altri spettatori vicini cosa volesse dire quella parola, e una volta appresa la risposta ha commentato semplicemente con “Nurse? Good job!”
Durante le date americane del tour, a questo punto dello show, Madonna si è seduta all’interno dello stesso cerchio dell’inizio per cantare la prima strofa e il ritornello di Papa Don’t Preach. Nelle date europee invece è passata direttamente all’esibizione successiva. La cantante si è posizionata sulla soglia del palco con la chitarra acustica per cantare American Life, mentre un suo ballerino vestito da soldato stava sdraiato su una brandina, e delle uniformi militari gli cadevano addosso. L’esibizione si è conclusa con Madonna che, mentre ripeteva la parola “Fuck”, è rientrata nel cerchio per poi chiudersi dentro e sparire nella scenografia.

### Terzo atto: Cabaret Singer/Fado Club
La saracinesca si è riabbassata per poter proiettare il video interludio The Coffin, un omaggio alle grandi esplorazioni, accompagnato anche da alcuni ballerini vestiti da marinai. Alla fine tutti i marinai hanno portato via in una bara il loro compagno deceduto, mentre il video si focalizzava sull’immagine di Capo Verde in una mappa.
All’inizio di Batuka, sono uscite dagli ingressi laterali del teatro le Batukadeiras per dirigersi verso il palco ballando cantando. Il palco era stato allestito con delle scale ai lati e un enorme tappeto persiano al centro della scena, con sopra disposte a semicerchio delle sedie, su cui poi si sono accomodate le Batukadeiras. Sulle scale del lato destro vi erano i musicisti mentre sulla scala del lato sinistro, al momento giusto, è apparsa Madonna, vestita con un abito blu ricoperto da perline, e una parrucca nera a caschetto che richiama il video musicale della stessa Batuka. Verso metà canzone, la cantante è scesa dalle scale per sistemarsi al centro del tappeto persiano e delle Batukadeiras per poi andare a prendere il posto di una delle ragazze sedute e concludere la performance da lì.
Dopo averle presentate e ringraziate, le Batukadeiras hanno lasciato il palco. Il sipario si è chiuso e Madonna è rimasta in piedi sul lato sinistro del palco a parlare con la gente della sua esperienza a Lisbona e di come è stata accolta dalle stesse Batukadeiras. Durante questa chiacchierata con il pubblico Madonna ha chiesto se avevano voglia di sentire un brano portoghese cantato da lei. Dopo la scontata risposta affermativa, l’ha raggiunta sul palco un suo musicista e insieme hanno eseguito Fado Pechincha.
Subito dopo aver finito, tra gli applausi generali, il sipario si è riaperto mostrando la scenografia. Sul palco era stato ricostruito un Club Fado tipico. Più che una scenografia sembrava un angolo di città. Fu così che iniziò Killers Who Are Partying. Subito dopo segue Crazy, e la scenografia assume dei colori più caldi. Madonna finisce la canzone stando in piedi sul pianoforte al centro della scena, per poi sedersici sopra e parlare un po’ con le persone. Inizia così un momento molto conviviale con il pubblico, il più intimo di tutti. Madonna, seduta sulla coda del pianoforte, canta una breve canzone Fado scritta apposta per il tour, Welcome to my Fado Club, inserendo anche elementi di Medellín e il ritornello de La Isla Bonita, per poi esibirsi in Sodade, una canzone portoghese. Durante le date di Lisbona l’ha eseguita in duetto con il cantante portoghese Dino Santiago. Dopo un altro breve momento di chiacchiere, ha presentato la canzone dopo. Nella data del 23 gennaio 2020, per esempio, ha detto mentre parlava con Dino Santiago “I need to go to an exotic place. Who wants to go to Medellìn?” E dopo la risposta affermativa del pubblico ha risposto “But before I have to put my ass out of this piano” perciò mentre il pubblico gridava “One, Two, Cha Cha Cha” un ballerino ha scoperchiato il pianoforte così da far scivolare Madonna giù dallo strumento. Durante l’ultimo ritornello lei e i suoi ballerini sono scesi da un lato del palco ballando insieme al pubblico. Dopo aver percorso cinque o sei metri sono tornati indietro per poi accompagnare Madonna dall’altro lato del palco, dove ha concluso la canzone. Dopo qualche secondo di attesa è scesa dalle scale del palco per accomodarsi di fianco a un fan in prima fila per scambiare due chiacchiere. Durante alcune date ha parlato con Katy Perry, Taylor Swift, Lil Nas X, Jean Paul Gaultier e altre celebrità.
Finita la chiacchierata Madonna è risalita sul palco per cantare Extreme Occident mentre le scale della scenografia si muovevano per il palco.

### Quarto Atto: Nun/Dancer
Il quarto atto inizia con un interludio ballato su una versione molto particolare di Rescue Me. In una intervista ai BMA’s 2019, l’intervistatore ha detto a Madonna che Rescue Me, nonostante fosse stata una canzone di grande successo, non era mai stata eseguita dal vivo dalla cantante. Madonna ha risposto che avrebbe pensato se inserirla nella scaletta del Madame X Tour, infatti è stata provata durante l’estate, per poi scartarla e inserirla come interludio.
Finito il video, comparve Madonna dietro il telo su cui erano proiettate immagini di sua figlia maggiore, e si esibì in Frozen. Dopo questa canzone arrivò al centro del palco una contrabbassista che suonò alcune battute che richiamavano la musica araba, finché non si alzò il telo, mostrando una scenografia molto colorata, e partirono le prime note di Come Alive. Piano piano i ballerini entrarono in scena ballando e saltando, mentre le coriste si sistemarono sulle scale. Madonna entrò in scena con un abito colorato, alcune volte a piedi nudi, e performò la canzone con tutti i suoi ballerini, terminando l’esibizione sul ciglio del palco con tutte le coriste e le Batukadeiras cantando il ritornello a cappella. Dopo questo momento magico Madonna tenne l’ultimo monologo della serata, questa volta un po’ più serio degli altri, parlando della libertà e dell’uguaglianza. Nella maggior parte dei concerti finì con le parole “Not everyone is coming to the future, because not everyone is learning from the past” per poi accomodarsi al pianoforte ed esibirsi in una versione acustica di Future, accompagnata da due ballerini con vestiti che richiamavano quelli usati per l’Eurovision Song Contest 2019.

## Date
| Data              | Città         | Stato        | Luogo                           |
| Nord America      | Nord America  | Nord America | Nord America                    |
| ----------------- | ------------- | ------------ | ------------------------------- |
| 17 settembre 2019 | New York      | Stati Uniti  | Howard Gilman Opera House       |
| 18 settembre 2019 | New York      | Stati Uniti  | Howard Gilman Opera House       |
| 19 settembre 2019 | New York      | Stati Uniti  | Howard Gilman Opera House       |
| 21 settembre 2019 | New York      | Stati Uniti  | Howard Gilman Opera House       |
| 22 settembre 2019 | New York      | Stati Uniti  | Howard Gilman Opera House       |
| 24 settembre 2019 | New York      | Stati Uniti  | Howard Gilman Opera House       |
| 25 settembre 2019 | New York      | Stati Uniti  | Howard Gilman Opera House       |
| 26 settembre 2019 | New York      | Stati Uniti  | Howard Gilman Opera House       |
| 28 settembre 2019 | New York      | Stati Uniti  | Howard Gilman Opera House       |
| 1º ottobre 2019   | New York      | Stati Uniti  | Howard Gilman Opera House       |
| 2 ottobre 2019    | New York      | Stati Uniti  | Howard Gilman Opera House       |
| 3 ottobre 2019    | New York      | Stati Uniti  | Howard Gilman Opera House       |
| 5 ottobre 2019    | New York      | Stati Uniti  | Howard Gilman Opera House       |
| 6 ottobre 2019    | New York      | Stati Uniti  | Howard Gilman Opera House       |
| 10 ottobre 2019   | New York      | Stati Uniti  | Howard Gilman Opera House       |
| 12 ottobre 2019   | New York      | Stati Uniti  | Howard Gilman Opera House       |
| 16 ottobre 2019   | Chicago       | Stati Uniti  | Chicago Theatre                 |
| 17 ottobre 2019   | Chicago       | Stati Uniti  | Chicago Theatre                 |
| 21 ottobre 2019   | Chicago       | Stati Uniti  | Chicago Theatre                 |
| 23 ottobre 2019   | Chicago       | Stati Uniti  | Chicago Theatre                 |
| 24 ottobre 2019   | Chicago       | Stati Uniti  | Chicago Theatre                 |
| 27 ottobre 2019   | Chicago       | Stati Uniti  | Chicago Theatre                 |
| 28 ottobre 2019   | Chicago       | Stati Uniti  | Chicago Theatre                 |
| 2 novembre 2019   | San Francisco | Stati Uniti  | The Golden Gate Theatre         |
| 4 novembre 2019   | San Francisco | Stati Uniti  | The Golden Gate Theatre         |
| 5 novembre 2019   | San Francisco | Stati Uniti  | The Golden Gate Theatre         |
| 7 novembre 2019   | Las Vegas     | Stati Uniti  | The Colosseum at Caesars Palace |
| 9 novembre 2019   | Las Vegas     | Stati Uniti  | The Colosseum at Caesars Palace |
| 10 novembre 2019  | Las Vegas     | Stati Uniti  | The Colosseum at Caesars Palace |
| 13 novembre 2019  | Los Angeles   | Stati Uniti  | Wiltern Theatre                 |
| 14 novembre 2019  | Los Angeles   | Stati Uniti  | Wiltern Theatre                 |
| 16 novembre 2019  | Los Angeles   | Stati Uniti  | Wiltern Theatre                 |
| 17 novembre 2019  | Los Angeles   | Stati Uniti  | Wiltern Theatre                 |
| 19 novembre 2019  | Los Angeles   | Stati Uniti  | Wiltern Theatre                 |
| 20 novembre 2019  | Los Angeles   | Stati Uniti  | Wiltern Theatre                 |
| 21 novembre 2019  | Los Angeles   | Stati Uniti  | Wiltern Theatre                 |
| 23 novembre 2019  | Los Angeles   | Stati Uniti  | Wiltern Theatre                 |
| 24 novembre 2019  | Los Angeles   | Stati Uniti  | Wiltern Theatre                 |
| 25 novembre 2019  | Los Angeles   | Stati Uniti  | Wiltern Theatre                 |
| 7 dicembre 2019   | Filadelfia    | Stati Uniti  | The Met Philadelphia            |
| 8 dicembre 2019   | Filadelfia    | Stati Uniti  | The Met Philadelphia            |
| 10 dicembre 2019  | Filadelfia    | Stati Uniti  | The Met Philadelphia            |
| 11 dicembre 2019  | Filadelfia    | Stati Uniti  | The Met Philadelphia            |
| 14 dicembre 2019  | Miami         | Stati Uniti  | The Fillmore Miami Beach        |
| 15 dicembre 2019  | Miami         | Stati Uniti  | The Fillmore Miami Beach        |
| 17 dicembre 2019  | Miami         | Stati Uniti  | The Fillmore Miami Beach        |
| 18 dicembre 2019  | Miami         | Stati Uniti  | The Fillmore Miami Beach        |
| 19 dicembre 2019  | Miami         | Stati Uniti  | The Fillmore Miami Beach        |
| 21 dicembre 2019  | Miami         | Stati Uniti  | The Fillmore Miami Beach        |
| Europa            |               |              |                                 |
| 12 gennaio 2020   | Lisbona       | Portogallo   | Coliseu do Recreios             |
| 14 gennaio 2020   | Lisbona       | Portogallo   | Coliseu do Recreios             |
| 16 gennaio 2020   | Lisbona       | Portogallo   | Coliseu do Recreios             |
| 18 gennaio 2020   | Lisbona       | Portogallo   | Coliseu do Recreios             |
| 21 gennaio 2020   | Lisbona       | Portogallo   | Coliseu do Recreios             |
| 23 gennaio 2020   | Lisbona       | Portogallo   | Coliseu do Recreios             |
| 29 gennaio 2020   | Londra        | Regno Unito  | London Palladium                |
| 30 gennaio 2020   | Londra        | Regno Unito  | London Palladium                |
| 1º febbraio 2020  | Londra        | Regno Unito  | London Palladium                |
| 2 febbraio 2020   | Londra        | Regno Unito  | London Palladium                |
| 5 febbraio 2020   | Londra        | Regno Unito  | London Palladium                |
| 6 febbraio 2020   | Londra        | Regno Unito  | London Palladium                |
| 8 febbraio 2020   | Londra        | Regno Unito  | London Palladium                |
| 9 febbraio 2020   | Londra        | Regno Unito  | London Palladium                |
| 12 febbraio 2020  | Londra        | Regno Unito  | London Palladium                |
| 13 febbraio 2020  | Londra        | Regno Unito  | London Palladium                |
| 15 febbraio 2020  | Londra        | Regno Unito  | London Palladium                |
| 16 febbraio 2020  | Londra        | Regno Unito  | London Palladium                |
| 22 febbraio 2020  | Parigi        | Francia      | Grand Rex                       |
| 23 febbraio 2020  | Parigi        | Francia      | Grand Rex                       |
| 26 febbraio 2020  | Parigi        | Francia      | Grand Rex                       |
| 27 febbraio 2020  | Parigi        | Francia      | Grand Rex                       |
| 29 febbraio 2020  | Parigi        | Francia      | Grand Rex                       |
| 3 marzo 2020      | Parigi        | Francia      | Grand Rex                       |
| 4 marzo 2020      | Parigi        | Francia      | Grand Rex                       |
| 8 marzo 2020      | Parigi        | Francia      | Grand Rex                       |

## Cancellazioni
| Data              | Città        | Stato        | Luogo                     | Motivo                 |
| Nord America      | Nord America | Nord America | Nord America              | Nord America           |
| ----------------- | ------------ | ------------ | ------------------------- | ---------------------- |
| 15 settembre 2019 | New York     | Stati Uniti  | Howard Gilman Opera House | Problemi di produzione |
| 7 ottobre 2019    | New York     | Stati Uniti  | Howard Gilman Opera House | Incidente              |
| 12 novembre 2019  | Los Angeles  | Stati Uniti  | Wiltern Theatre           | Problemi di produzione |
| 30 novembre 2019  | Boston       | Stati Uniti  | Wang Theatre              | Ragioni mediche        |
| 1º dicembre 2019  | Boston       | Stati Uniti  | Wang Theatre              | Ragioni mediche        |
| 2 dicembre 2019   | Boston       | Stati Uniti  | Wang Theatre              | Ragioni mediche        |
| 22 dicembre 2019  | Miami        | Stati Uniti  | The Fillmore Miami Beach  | Incidente              |
| Europa            |              |              |                           |                        |
| 19 gennaio 2020   | Lisbona      | Portogallo   | Coliseu dos Recreios      | Incidente              |
| 22 gennaio 2020   | Lisbona      | Portogallo   | Coliseu dos Recreios      | Incidente              |
| 27 gennaio 2020   | Londra       | Regno Unito  | London Palladium          | Incidente              |
| 4 febbraio 2020   | Londra       | Regno Unito  | London Palladium          | Incidente              |
| 11 febbraio 2020  | Londra       | Regno Unito  | London Palladium          | Incidente              |
| 20 febbraio 2020  | Parigi       | Francia      | Grand Rex                 | Incidente              |
| 25 febbraio 2020  | Parigi       | Francia      | Grand Rex                 | Incidente              |
| 1º marzo 2020     | Parigi       | Francia      | Grand Rex                 | Incidente              |
| 7 marzo 2020      | Parigi       | Francia      | Grand Rex                 | Incidente              |
| 10 marzo 2020     | Parigi       | Francia      | Grand Rex                 | Pandemia di COVID-19   |
| 11 marzo 2020     | Parigi       | Francia      | Grand Rex                 | Pandemia di COVID-19   |

## Problemi e controversie
Il ritardo abituale dell'inizio dei concerti è stato oggetto di critiche. Nella tappa del 10 novembre a Las Vegas Madonna è salita sul palco mezz'ora dopo la mezzanotte, malgrado l'inizio del concerto fosse previsto per le 22:30. Prima di cominciare lo spettacolo ha detto al pubblico: ""C'è una cosa che dovete capire ed è questa: una regina non è mai in ritardo". Ciò ha scatenato la protesta del pubblico, che oltre a fischiare la cantante ha anche chiesto il rimborso dei biglietti. Un fan della Florida ha promosso un'azione legale collettiva contro Madonna dopo che un concerto a Miami è stato posticipato di due ore per ottenere il rimborso dei tre biglietti, ma senza successo. In una delle tappe di febbraio a Londra lo spettacolo è andato oltre il coprifuoco delle 23:00, costringendo il Palladium ad abbassare il sipario prima della conclusione dello show: l'esibizione dell'ultimo brano "I Rise" è stata eseguita con le luci e i microfoni spenti. 
Dopo la cancellazione dell'ultimo concerto nordamericano, che si sarebbe dovuto tenere il 22 dicembre a Miami, la cantante su Instagram ha parlato del dolore causato da un infortunio: “Mentre salivo la scala per cantare "Batuka" sabato sera a Miami ero in lacrime per il dolore che è stato indicibile negli ultimi giorni. Durante ogni canzone che ho cantato ho pregato per riuscire ad arrivare a quella successiva e terminare lo show. Le mie preghiere sono state esaudite e ce l’ho fatta. Mi considero una guerriera, non mi arrendo mai, tuttavia questa volta devo ascoltare il mio corpo e accettare che il mio dolore sia un avvertimento. Ho trascorso gli ultimi due giorni con i medici. Tac, ecografia, raggi X mi hanno reso molto chiaro che se devo continuare il tour devo riposare il più a lungo possibile in modo da non infliggere ulteriori danni irreversibili al mio corpo. Non ho mai lasciato che un infortunio mi impedisse di esibirmi, ma questa volta devo accettare che non c’è vergogna nell’essere umani e dover schiacciare il tasto pausa".
Dopo ben 14 spettacoli cancellati a causa di infortuni ricorrenti, il tour si è concluso in anticipo di tre giorni, quando il governo francese ha annunciato il divieto di raduni per frenare la diffusione del COVID-19.

## I numeri
151 giorni di durata del tour (dal 17 settembre 2019 al 21 dicembre 2019 e dal 12 gennaio 2020 all'8 marzo 2020)
75 rappresentazioni dello spettacolo
10 città toccate dal tour in 2 continenti (Nord America e Europa)
18 show cancellati
120 minuti di durata dello show
22 brani eseguiti durante lo show
2 coriste e 12 ballerini sul palco insieme a Madonna